# Harun
Harun (fl. IX secolo) ultimo wali di Barcellona dall’800 all’801.

## Origine
Nobile musulmano imparentato con le più importanti famiglie Gote di Barcellona. 

## Biografia
Nell'autunno dell'800, quando Sa'dun al-Ruayni, wali di Barcellona, fu catturato dai Franchi mentre cercava lasciare la città, per andare a Cordova a richiedere l'aiuto dell'emiro di al-Andalus, Al-Hakam, Harun fu nominato nuovo wali di Barcellona, assediata dai Franchi, per condurre una resistenza ad oltranza. 
Dato che la popolazione soffriva per la fame, dopo alcuni mesi gli stessi parenti di Harun, che lo avevano fatto eleggere, lo fecero prigioniero e lo consegnarono ai Franchi, assieme alla città. 
Probabilmente Ludovico il Pio, che guidava l'assedio, entrò in città il 4 aprile 801, il giorno dopo la resa.
Berà, che aveva partecipato all'assedio col padre, il conte di Tolosa, Guglielmo di Gellone,  fu investito della contea di Barcellona e contemporaneamente ricevette il titolo di marchese, in quanto governava una contea di frontiera dell'impero carolingio.
Di Harun, dopo la consegna ai Franchi non si hanno altre informazioni.